# Wilhelm Carl von Appell
Baron Wilhelm Carl von Appell (* 17. Juni 1712 (Taufdatum) in Berlin; † unbekannt) war ein preußischer Beamter.

## Leben

### Familie
Wilhelm Carl von Appell war der Sohn von Carl Sigismund von Appell (* um 1675; † 26. September 1728) und dessen Ehefrau Dorothea Elisabeth (geb. von Putlitz).
Sein Großvater war der Amtskammerrat Johann George von Appell († 1690), Erbherr auf Rotzis im Landkreis Teltow; dieser erhielt am 12. Juni 1687 den Reichsadel. Sein Onkel war der Kammerherr Ludwig Christian Günther von Appell, Amtshauptmann von Derenburg im Fürstentum Halberstadt.

### Werdegang
Wilhelm Carl von Appell besuchte die Schule der Franckeschen Stiftungen in Halle und immatrikulierte sich am 5. November 1728 an der Universität Halle zu einem Studium der Rechtswissenschaften; im Mai beendete er das Studium.
Mitte 1731 wurde er vom Geheimrat Balthasar Konrad von und zum Broich geprüft, der feststellte, dass Wilhelm Carl von Appell gute Rechtskenntnisse besaß sowie die lateinische und französische Sprache beherrschte.
Am 10. Juli 1732 erfolgte seine Ernennung zum Kammergerichtsrat in Berlin. Bis Mitte 1748 war er Mitglied des Kollegiums und schied dann im Rahmen der Umstrukturierung des Kammergerichts mit den Kollegiumsmitgliedern Christian Ludwig von Baer (* 1699), Carl Gottlob von Nüßler (1700–1776), Gottfried von Jena (1706–1775) und Friedrich Schwartze (* 1705 in Perleberg) aus.